# جویی روسکوف
جویی روسکوف (اسپانیایی: Joey Rosskopf‎؛ زادهٔ ۵ سپتامبر ۱۹۸۹) دوچرخه‌سوار اهل ایالات متحده آمریکا است.
از باشگاه‌هایی که در آن رکاب زده‌است می‌توان به تیم بی‌ام‌سی، تیم دوچرخه‌سواری نووو نوردیسک، و تیم دوچرخه‌سواری نووو نوردیسک، اشاره کرد.
وی در مسابقات کشوری و بین‌المللی در مجموع برندهٔ ۳ مدال نقره شده‌است.